# Uniwersytet w Bir Zajt
Uniwersytet w Bir Zajt (ar. جامعة بيرزيت') – palestyńska uczelnia publiczna znajdująca się w Bir Zajt na Zachodnim Brzegu.
Prekursorem uczelni była szkoła dla dziewcząt, funkcjonująca od 1924. W 1948, po wybuchu wojny izraelsko-arabskiej, zarządzający placówką (Musa Nasir) podjął działania zmierzające do przekształcenia jej w jednostkę szkolnictwa wyższego. Dwuletni program kształcenia na poziomie uniwersyteckim uruchomiono w 1961. Władze zdecydowały wówczas, że wszyscy wykładowcy muszą mieć co najmniej licencjat, a połowa musi legitymować się tytułem magistra. Kolegium stopniowo podnosiło swój poziom. Status uniwersytetu i obecną nazwę uczelnia uzyskała w 1972.
W listopadzie 1974 władze izraelskie deportowały zarządzającego uczelnią (Hannę Nasira) do Libanu, motywując to zagrożeniem dla bezpieczeństwa Izraela. W styczniu 1988, po wybuchu pierwszej intifady, uczelnia została zamknięta na ponad trzy lata (51 miesięcy). Zajęcia odbywały się wówczas poza zamkniętym kampusem, między innymi w siedzibie YMCA w Ramallah.

## Struktura organizacyjna
- Wydział Humanistyczny
- Wydział Handlu i Ekonomii
- Wydział Edukacji
- Wydział Inżynierii
- Wydział Informatyki
- Wydział Prawa i Administracji Publicznej
- Wydział Nauk Ścisłych[3]